# Márta Pardavi
Márta Pardavi (* 1973 oder 1974) ist eine ungarische Menschenrechtlerin und Juristin, die vor allem durch ihre Arbeit für das Ungarische Helsinki-Komitee bekannt ist.

## Leben
Ihre berufliche Laufbahn widmet Pardavi dem Schutz der Rechte Asylsuchender, Geflüchteter und Staatenloser. Als eine der Vorsitzenden der Menschenrechts-Nichtregierungsorganisation Helsinki-Komitee in Budapest setzt sie sich für die Rechte dieser Gruppen ein und überwacht die Einhaltung der Menschenrechte durch Strafverfolgungsbehörden und das Justizsystem. Pardavi hat zudem eine persönliche Verbindung zu den Herausforderungen ihrer Arbeit, da sie eine Familie hat und ihre Sorge zum Ausdruck bringt, dass ihr im Jahr 2010 geborener Sohn unter einem restriktiven Regime aufwachsen könnte. Sie hat mehrere Rollen in Vorständen und Beratungsgremien inne, darunter PILnet und die International Partnership for Human Rights.

## Wirken
Pardavis Arbeit fokussiert sich sowohl auf nationaler als auch internationaler Ebene auf den Einsatz für Menschenrechte und Rechtsstaatlichkeit. Sie gilt als eine führende Kritikerin der repressiven ungarischen Gesetze gegen Nichtregierungsorganisationen, welche die Freiheit der Zivilgesellschaft stark einschränken. Ihre Organisation, das Ungarische Helsinki-Komitee, bietet rechtliche Unterstützung für Asylbewerber und ungarische Bürger an, die aufgrund ihrer kritischen Ansichten gegenüber der Regierung ihren Arbeitsplatz verloren haben. Pardavi nahm zudem an internationalen Foren teil und leistete wichtige Beiträge in den Medien, um auf die Verschlechterung der demokratischen Verhältnisse in Ungarn und anderen Teilen Europas aufmerksam zu machen.

## Auszeichnungen
Pardavis erhielt zahlreiche Auszeichnungen für ihre Arbeit, darunter 2018 den William D. Zabel Human Rights Award von Human Rights First und 2019 den Titel Civil Rights Defender of the Year.